# Мингуан
Мингуа́н (кит. упр. 明光, пиньинь Míngguāng) — городской уезд городского округа Чучжоу провинции Аньхой (КНР).

## История
В 1932 году был создан уезд Цзяшань (嘉山县). Уездные власти сначала размещались в посёлке Саньцзе, а в 1938 году переехали в посёлок Мингуан (明光镇).
В июне 1949 года был образован Специальный район Чусянь (滁县专区), и уезд вошёл в его состав. В 1956 году Специальный район Чусянь был расформирован, и уезд перешёл в состав Специального района Бэнбу (蚌埠专区). 
В 1961 году Специальный район Чусянь был образован вновь, и уезд вернулся в его состав. В 1971 году Специальный район Чусянь был переименован в Округ Чусянь (滁县地区).
Постановлением Госсовета КНР от 20 декабря 1992 года округ Чусянь был преобразован в городской округ Чучжоу.
В 1994 году уезд Цзяшань был расформирован, а вместо него был образован городской уезд Мингуан.

## Административное деление
Городской уезд делится на 4 уличных комитета, 12 посёлков и 1 волость.